# Iwona Arent
Pour les articles homonymes, voir Arent.
Iwona Ewa Arent, née le 4 juin 1968 à Olsztyn, est une femme politique polonaise membre de Droit et justice (PiS).

## Biographie

### Formation et vie professionnelle
Dans les années 1980, elle milite au sein des organisations de jeunesse chrétienne.
Elle obtient en 1999 un diplôme sciences politiques et sociales à la faculté de sciences humaines de l'École supérieure de pédagogie d'Olsztyn. Elle a ensuite passé trois ans à étudier la comptabilité à l'université de Varmie et Mazurie d'Olsztyn.

### Engagement politique
Elle adhère en 2002 au parti conservateur Droit et justice (PiS). Pour les élections européennes du 13 juin 2004, elle postule dans la circonscription d'Olsztyn, sur la liste emmenée par Aleksander Szczygło, mais PiS n'emporte aucun des deux sièges à pourvoir.
Elle est alors investie candidate aux élections législatives du 25 octobre 2005, là encore dans la circonscription d'Olsztyn. Sa liste obtient alors trois mandats, mais elle doit se contenter de 2 585 votes préférentiels, soit le quatrième score.
Le 22 août 2006, Iwona Arent devient cependant députée à la Diète. Elle prend effectivement la suite d'Aleksander Szczygło, nommé le 2 août chef de la chancellerie du président de la République. Elle est réélue au cours des élections législatives anticipées du 21 octobre 2007, cumulant 7 187 suffrages de préférence.
Lors des élections législatives du 9 octobre 2011, elle progresse encore en totalisant 11 955 voix préférentielles. Postulant à un nouveau mandat aux élections législatives du 25 octobre 2015, elle engrange 26 377 votes préférentiels, ce qui lui permet de réaliser le meilleur résultat de la circonscription et de la voïvodie.